# سمية أكعبون
سمية أكعبون (من مواليد 16 فبراير 1974 بمدينة طنجة في المغرب) هي ممثلة وسيدة أعمال مغربية.

## أعمالها

### أفلام
- 2016 : حبائل العنكبوت
- 2013 : الجن
- 2013 : لوفلاس
- 2012 : Love Coach
- 2012 : Willkommen im Krieg (فيلم ألماني)
- 2010 : When the Voices Fade (فيلم قصير)
- 2010 : فيلم المنطقة الخضراء
- 2003 : Birth of the Vampire (فيلم قصير)
- 1999 : Chroniques marocaines
- 1999 : فيلم أستير
- 1989 : La blanca paloma
- 1987 : Dernier été à Tanger

### مسلسلات
- 1999 : مسلسل Highlander بدور علياء (الجزء 4 الحلقة 15)
- وعدي (مسلسل) 2015 ، على قناة الأولى
- وعدي(مسلسل)2016 الجزء الثاني
- مقطوع من شجرة (مسلسل) 2015 ، على قناة دوزيم
- حياتي(مسلسل)2016
- ساعة ( مسلسل) 2017.

### إنتاج
- 2009 : Oh My God وثائقي (منسقة الإنتاج)

## وصلات خارجية
- سمية أكعبون في موقع ألوسينيما
- سمية أكعبون على موقع IMDb (الإنجليزية)
- سمية أكعبون على موقع ألو سيني (الفرنسية)
- سمية أكعبون على موقع أول موفي (الإنجليزية)
- سمية أكعبون على موقع قاعدة بيانات برودواي على الإنترنت (الإنجليزية)
- سمية أكعبون على موقع ديسكوغز (الإنجليزية)
- سمية أكعبون على موقع قاعدة بيانات الفيلم (الإنجليزية)
- سمية أكعبون على موقع كينوبويسك (الروسية)
- سمية أكعبون على موقع قصبة فيلم